# Иван Рашовић
Иван Рашовић (Титоград, 29. мај 1984) је црногорски одбојкаш. Игра на месту либера. Тренутно је члан OК Будванска Ривијера из Будве у коју је дошао 2011. из ОК Будућност Подгорица, где је провео 10 година.

## Освојени трофеји
Играјући за Будућност освојио је:
- Првенство Србије и Црне Горе 2004- 2005.
- Првенство Србије и Црне Горе 2005- 2006.
- Првенство и куп Србије и Црне Горе 2006- 2007.
- Првенство и куп Црне Горе 2007- 2008.
- Куп Црне Горе 2008- 2009.

## Репрезентација
За репрезентацију Црне Горе наступао је 30 пута.